# صالح محمود عثمان
صالح محمود عثمان (عربی: صالح محمود عثمان؛ زادهٔ ۱ ژانویهٔ ۱۹۵۷) سیاستمدار و وکیل اهل سودان است.

## فعالیت‌ها
عثمان به خاطر حمایت از حقوق بشر و داشتن نمایندگی قانونی آزاد برای صدها قربانی خشونت قومی در سودان بیش از دو دهه به خوبی شناخته شده‌است. او متولد منطقه جبل مرا در مرکز دارفور در غرب سودان است. عثمان به خاطر کار خود در زمینه مسائل حقوق بشر در سودان، دریافت جایزه دیده‌بان حقوق بشر در سال ۲۰۰۵، جایزه بین‌المللی حقوق بشر از انجمن وکلای آمریکا در سال ۲۰۰۶، و قرار گرفتن در بین ۵۰ فرد اثرگذار در اروپا در سال ۲۰۰۷ مورد تقدیر قرار گرفت. همچنین در سال ۲۰۰۷ پارلمان اروپا به اتفاق آراء به او رأی داد تا جایزه ساخاروف برای آزادی اندیشه به او اهدا شود. او سه بار برای دفاع شجاعانه‌اش در دفاع از حقوق بشر بازداشت شد، اما هرگز به هیچ جرمی متهم نشد. در سال ۲۰۰۵، او به مجلس ملی سودان منصوب شد و در آنجا برای ترویج اصلاحات قانونی و ایجاد قانون در سودان کار می‌کند.